# Ostuncalco
Ostuncalco är en kommunhuvudort i Guatemala.   Den ligger i departementet Departamento de Quetzaltenango, i den västra delen av landet, 120 km väster om huvudstaden Guatemala City. Ostuncalco ligger 2 481 meter över havet och antalet invånare är 28 894.
Terrängen runt Ostuncalco är kuperad åt nordost, men åt sydväst är den bergig. Runt Ostuncalco är det tätbefolkat, med 849 invånare per kvadratkilometer. Närmaste större samhälle är Quetzaltenango, 11,2 km öster om Ostuncalco. I omgivningarna runt Ostuncalco växer huvudsakligen savannskog.